# Bataille de la Quebrada El Billar
Conflit armé colombien
Batailles
Années 1970

Anorí
Années 1980

Palais de justice
Années 1990
- Casa Verde
- Girasoles
- Las Delicias
- Quebrada El Billar
- Miraflores
- Mitú

Années 2000
- Berlín
- Reprise de la zone démilitarisée
- Alcatraz
- Jaque
- Fénix
- Dinastía

Années 2010
- Camaleón
- Sodoma
- Némésis
- Odiseo
- Combats de 2013 (processus de paix)

La bataille de la Quebrada El Billar est une attaque des FARC le 1er mars 1998 dans le département colombien de Caquetá, menée peu de temps avant les élections parlementaires et présidentielle de 1998. Le bataillon de contre-guérilla no 52 dans la brigade mobile no 3 de l'armée nationale colombienne est pris à partie par les rebelles des FARC. Il s'agit du plus grand revers militaire subi par les forces gouvernementales depuis le déclenchement du conflit,.